# 新溫莎 (紐約州普查規定居民點)
新溫莎（英語：New Windsor）是位於美國紐約州奧蘭治縣的普查規定居民點。

## 人口
根據2020年美國人口普查的數據，新溫莎的面積為9.85平方千米，當中陸地面積為9.74平方千米，而水域面積為0.01平方千米。當地共有人口8882人，而人口密度為每平方千米901.73人。